# Arja Sipola
Arja Helena Sipola (nata Korkeamaa; Alatornio, 1956) è una cantante finlandese.

## Biografia
Arja Sipola ha avuto una formazione musicale: ha studiato diversi strumenti alla scuola musicale della Länsipohja e ha preso lezioni di canto per diversi anni, partecipando a vari concerti nel nord della Finlandia dagli anni '70. È salita alla ribalta nel 1987 con la sua incoronazione a regina al festival del tango e della musica schlager finlandese Seinäjoen Tangomarkkinat, diventando la prima nella storia della competizione a ottenere questo titolo. La vittoria l'ha portata alla pubblicazione di vari singoli e a un'intensa attività concertistica attraverso il paese per il decennio successivo, fino a un incidente automobilistico avvenuto nel 1998 che l'ha costretta a fermarsi per tre anni.

## Discografia

### Singoli
- 1988 – Joutsenlauluni/Kutsun teidät juhlaan
- 1989 – Tanssin ja rakastin/Menetin sinusta otteen
- 1990 – Et voi, et saa/Jos kyyneleet ois kultaa
- 1992 – Alastomat kasvot/Alla sateenkaaren
- 1995 – Nää tunteet/Yksi on ylitse muiden
- 2000 – Rakkauden kaipuu
- 2005 – Tahdon aikalisän/Ei ajatella huomispäivää
- 2010 – Elämänmuutos
- 2010 – Kaupunki valvoo
- 2011 – Sä toiselle kuulut
- 2012 – Tulivuori
- 2013 – Sinä sen teit, järkeni veit
- 2013 – Vieläkö nään kukkia varrella tieni
- 2013 – Enkö voi olla hän/Suuret tunteet/Kaikki rakkauden tähden
- 2018 – Sinun omasi